# 四季 (アルチンボルドの絵画)
『四季』（しき、伊: Quattro stagioni, 英: The Four Seasons）は、イタリアの画家ジュゼッペ・アルチンボルドが描いた一連の絵画の総称。

## 作品
アルチンボルドは、ウィーンの周辺に植物園や動物園を設けるほど自然科学に強い関心を寄せていたマクシミリアン2世に、1569年の正月に新年の贈り物として『四季』と『四大元素』の2つの連作を捧げている。
連作のそれぞれの作品は、例えば『夏』は熱く乾燥している『火』というように相互に関係しており、『春』は『大気』と、『秋』は『大地』と、『冬』は『水』とそれぞれ呼応している。
『四季』のそれぞれの人物像は、それぞれの季節に特有の植物を組み合わせることで表現されている。連作はともに大きな評判を集めたため、いくつかのバージョンが製作されている（箇条書きで示した製作年代などはそれぞれ右写真のもの）。

### 『春』

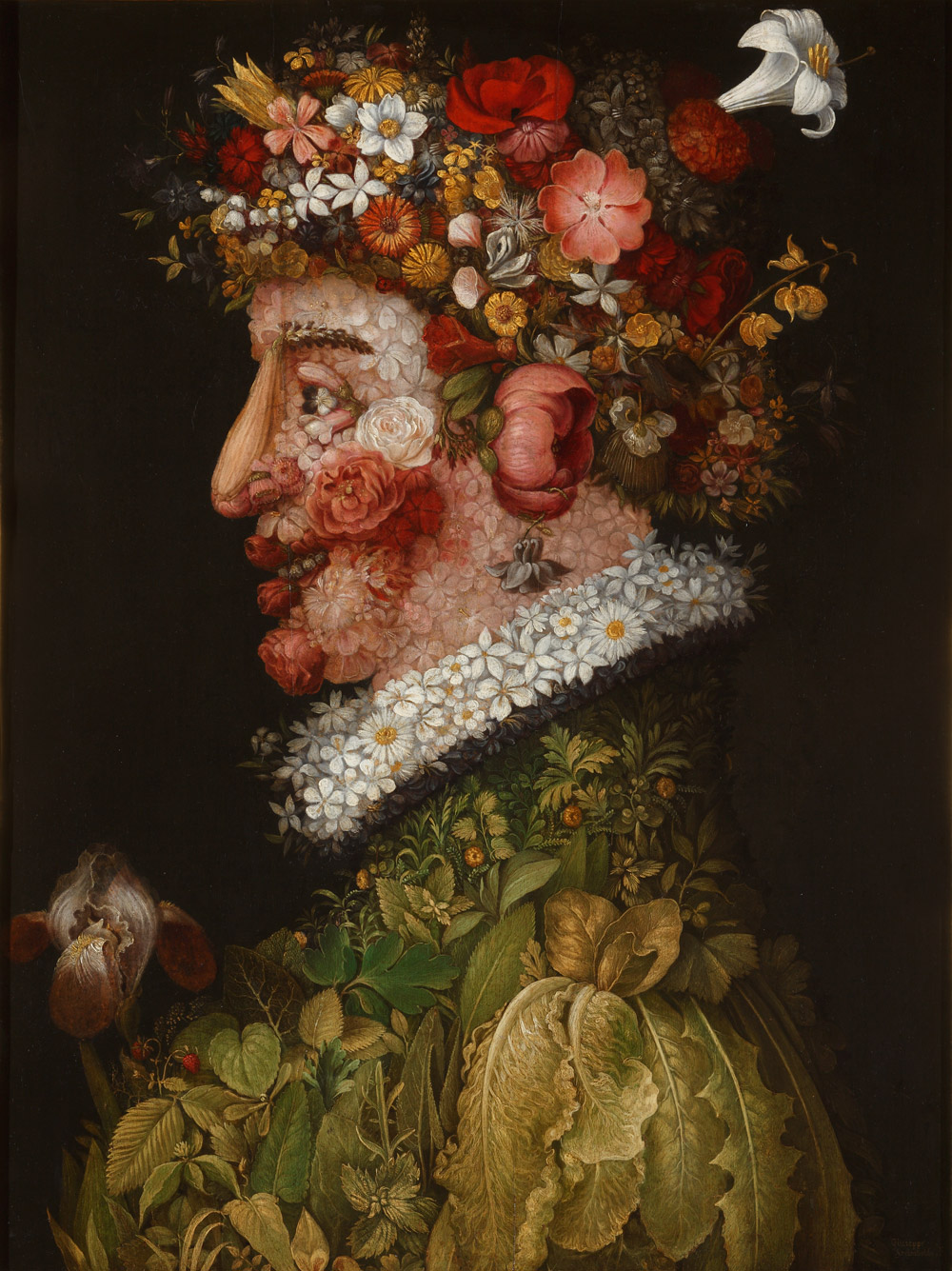
『春』

若い女性と思われる人物の像が表現されている。耳にはシャクヤクが、唇には赤色のバラが用いられている。アルチンボルドは、皇帝たちが収集していた珍しい種の植物や動物を、いち早く目に収め、写生することができたとされている。このような特権を利用し、また地元のミラノで身につけた自然主義的描法を駆使して、この作品を完成させた。こと細かに描かれた植物は、およそ80種類に及び、これらのほとんどが特定されている。遠近による見え方の違いは、のちにサルバドール・ダリのだまし絵などに影響を与えている。
- 製作年代：1563年
- 技法：油彩、板
- サイズ：66×50 cm
- 所蔵：マドリード、王立サン・フェルナンド美術アカデミー美術館

### 『夏』

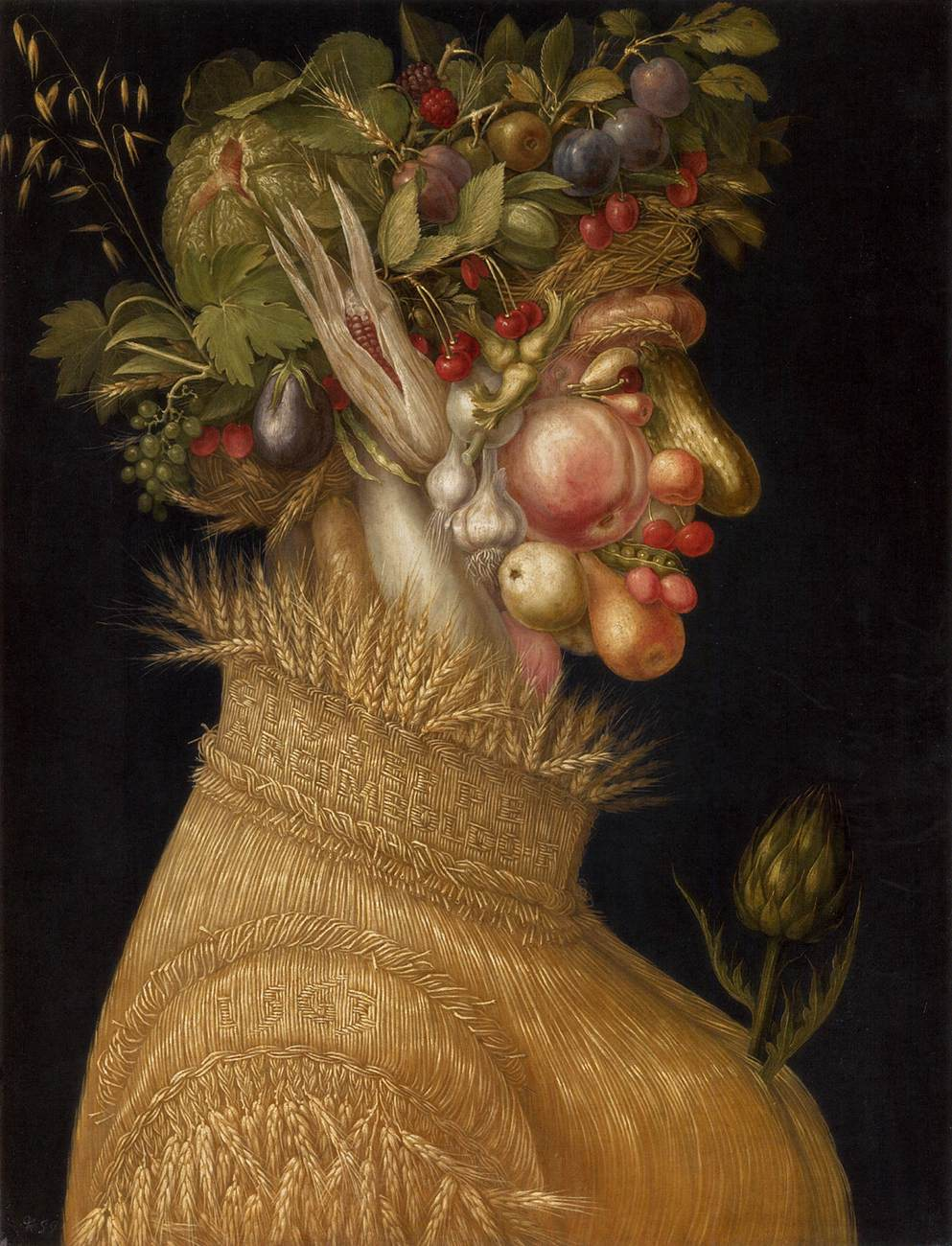
『夏』

熟年の女性と思われる人物の像が形作られている。耳には、当時発見されたアメリカ大陸からもたらされたばかりのトウモロコシが用いられており、鼻にはズッキーニが、頬には桃が用いられている。
新鮮な野菜や果物を組み合わせることによって、爽やかで豊かな夏が表現されている。肩には製作年が、襟もとには署名が、麦わらで編み込む形で記されている。
トウモロコシの他に、インドが原産とされるナスなど、16世紀のヨーロッパでは珍しかった野菜を描き入れることによって、鑑賞者を驚かせようという意図があったものと考えられる。
- 製作年代：1563年
- 技法：油彩、板
- サイズ：67×50.8 cm
- 所蔵：ウィーン、美術史美術館

### 『秋』

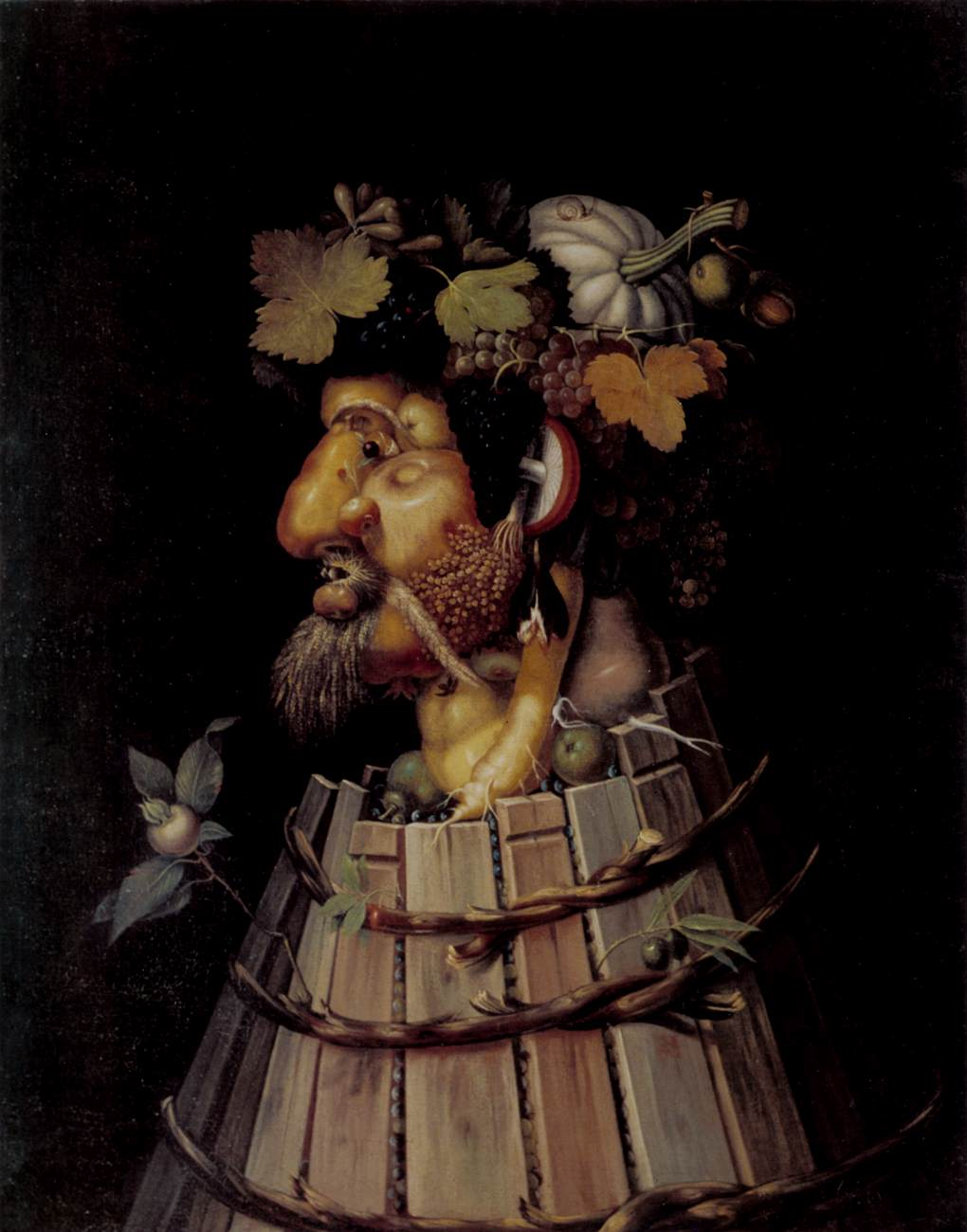
『秋』

男性の像が表現されている。1563年に製作されたオリジナル版は紛失しているが、現存する『秋』の中でそれに最も近いものが、デンヴァー美術館の蔵品であるとされている。
果物やきのこなどで秋の恵みを表現している。また、頭部をブドウで、胴体部分を樽で表現していることから、バッカス神を連想させる。ルーヴル美術館の蔵品と比較すると、前髪に当たる部分のブドウの色が濃いために、全体的に重厚な印象がある。
- 製作年代：1572年
- 技法：油彩、カンヴァス
- サイズ：91.4×70.2 cm
- 所蔵：デンヴァー美術館

### 『冬』

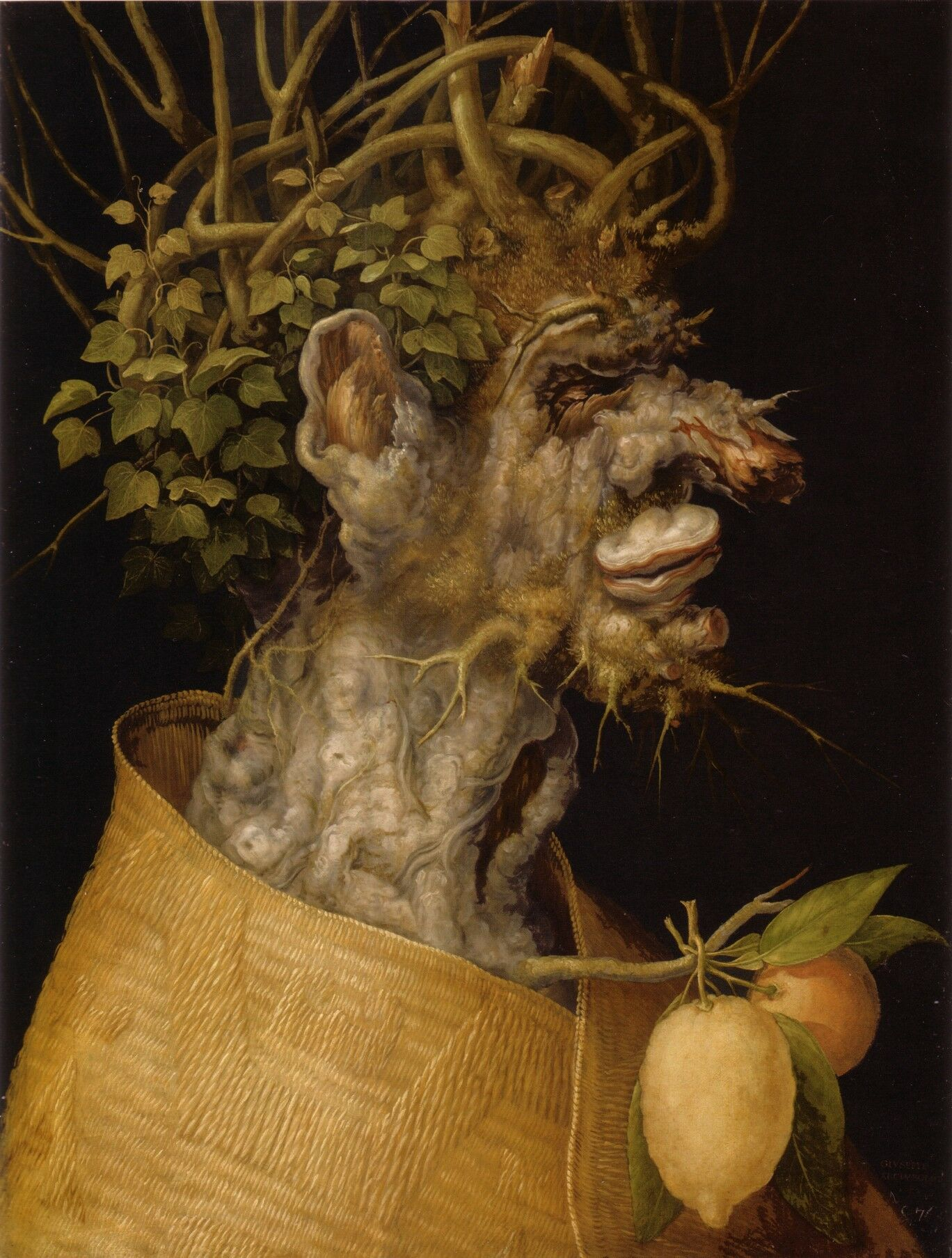
『冬』

老人の像が表現されている。イタリアの芸術家レオナルド・ダ・ヴィンチによるカリカチュアの影響が色濃く反映されている。美術史美術館版のわらでできたマントには、マクシミリアン2世の肖像であることを示すいくつかの証拠がある。背には、皇帝のイニシャルである “M” の文字が、襟もとには、金羊毛騎士団の紋章にみられる火打ち金の絵柄が織り込まれている。
頭の上の部分には、ローマ皇帝の月桂冠を想起させる枝が描かれているが、これは、神聖ローマ帝国皇帝を暗示しているものとみられる。
- 製作年代：1563年
- 技法：油彩、板
- サイズ：66.6×50.5 cm
- 所蔵：ウィーン、美術史美術館

## ギャラリー

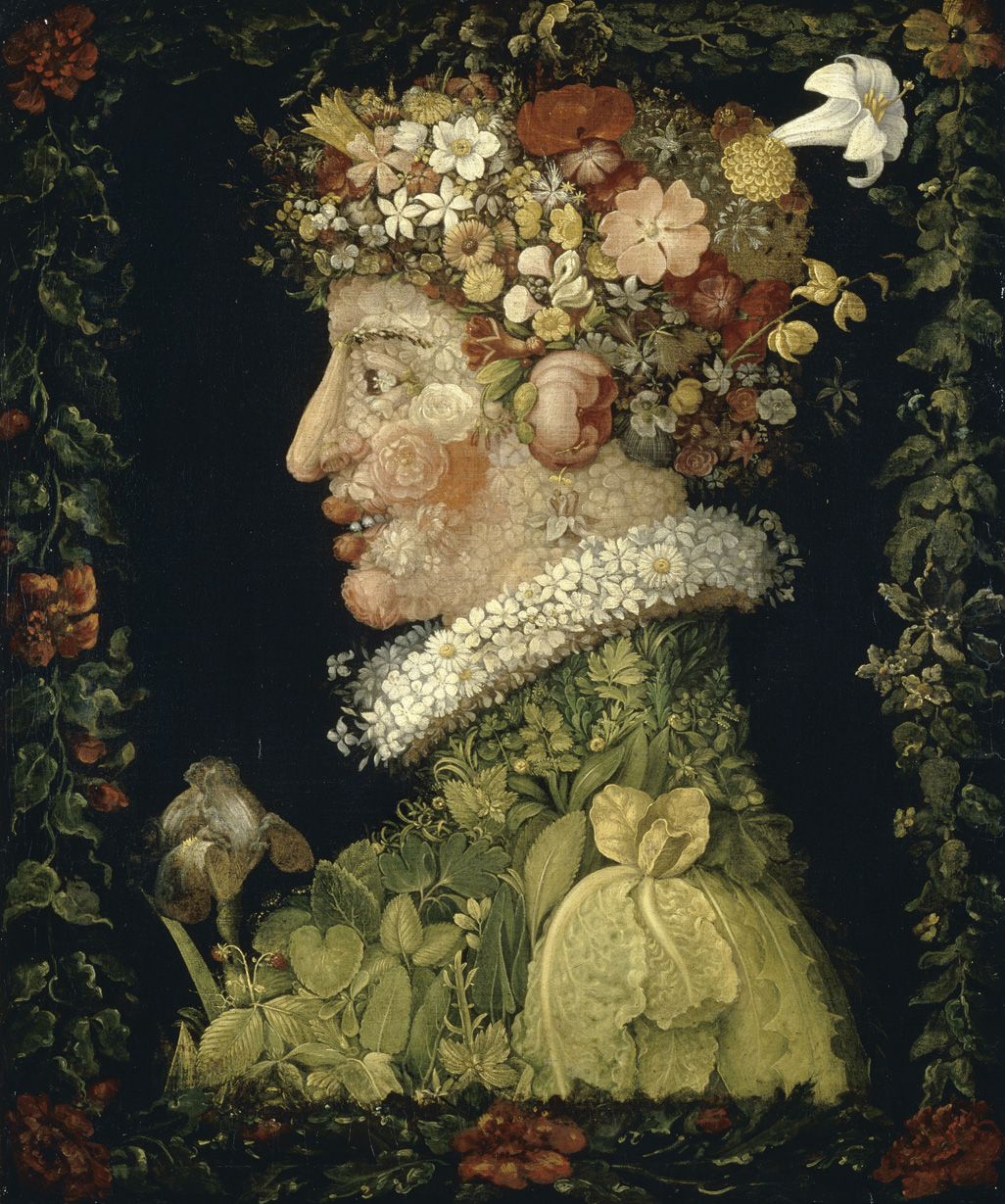
『春』 1573年、ルーヴル美術館
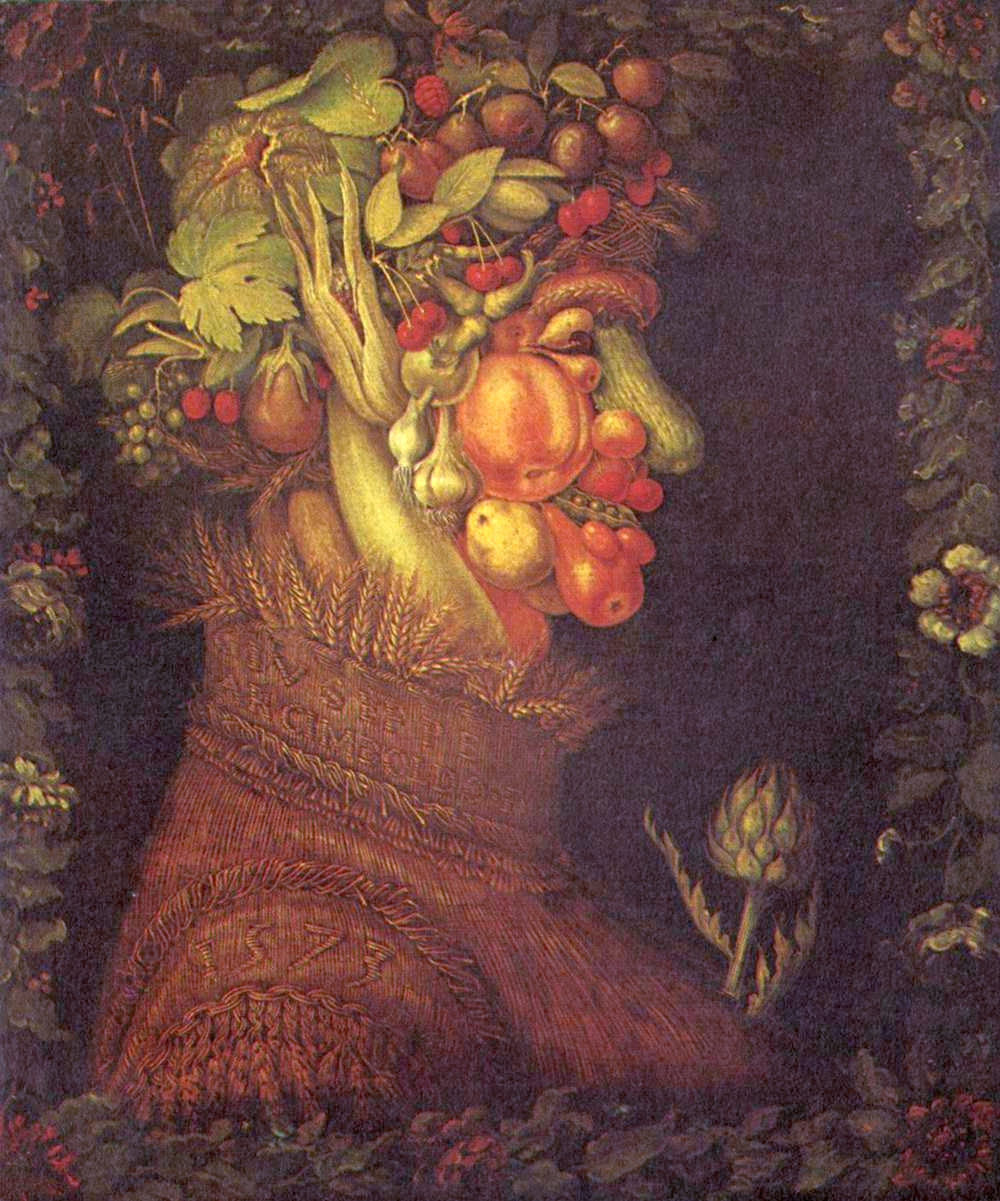
『夏』 1573年、ルーヴル美術館
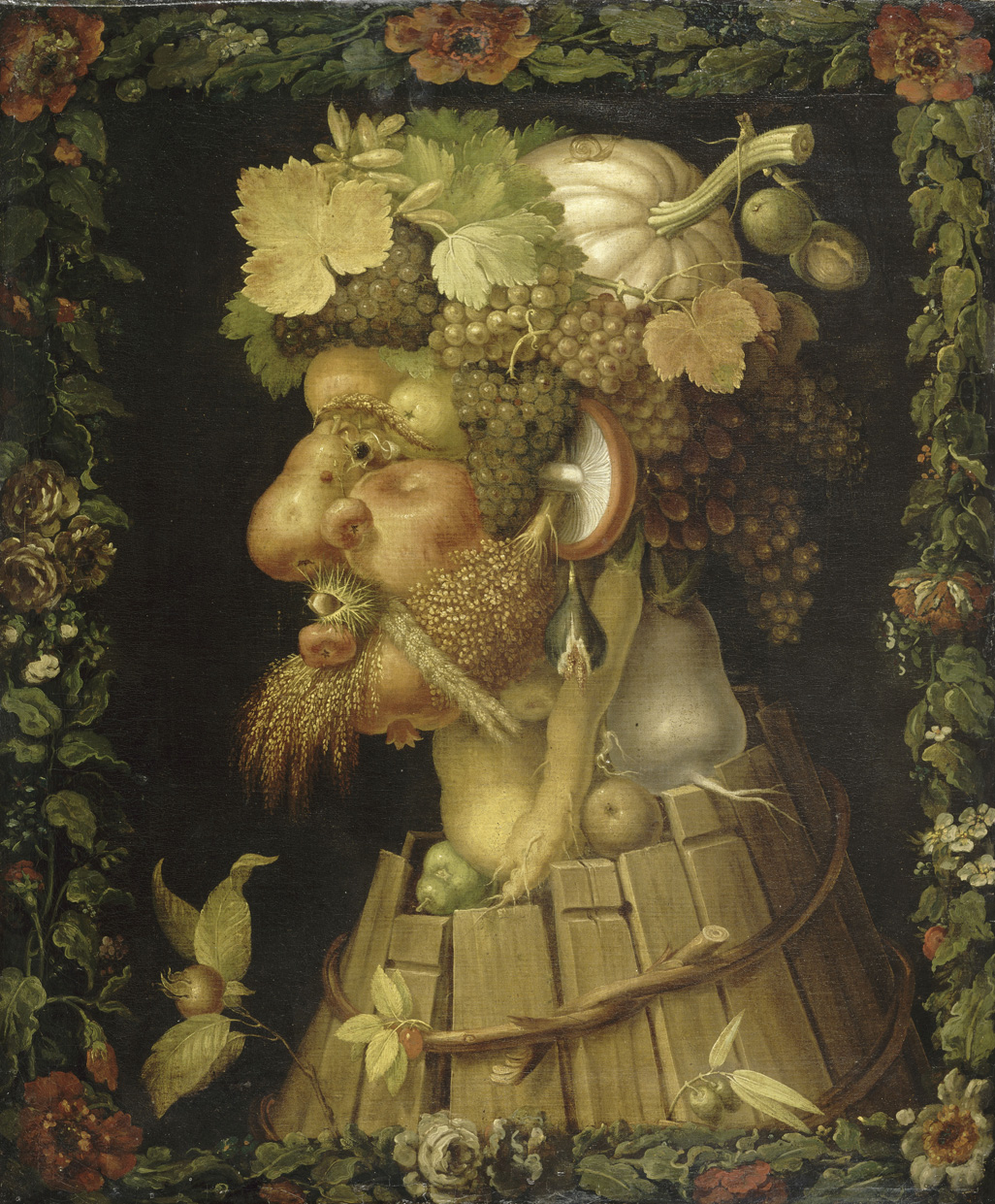
『秋』 1573年、ルーヴル美術館
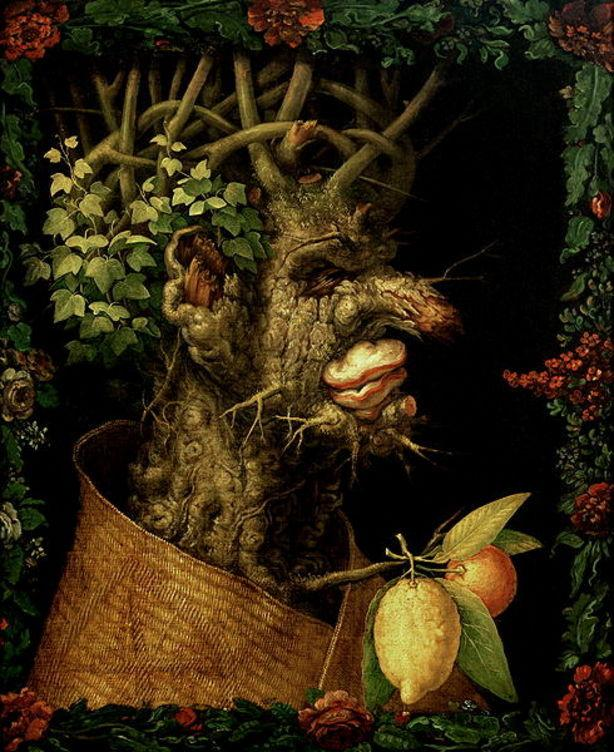
『冬』 1573年、ルーヴル美術館

## 解釈
美術史家の小林頼子は、「こうした作品の制作意図は、もちろん、まずは奇想を喜ぶことにあったであろう。しかし、それと同時に、ハプスブルク家による世界統治の象徴という、政治的寓意にも狙いがあったはずである。世界を構成する各基本元素を表わす四大も、宇宙のめぐりに呼応する四季も、ハプスブルク家の支配が自然の構成や秩序にまで及んでいることを示唆するのである」と述べている。